# 沈希咏
沈希咏（1910年—1966年），天津人。1929年毕业于南开学校女中部，为南开女中首届毕业生。1932年毕业于南开大学理学院，毕业后留校工作。1937年开始任教于耀华学校。历任数学教师、数学教研组长、校工会主席、市教育工会委员、民盟天津市第十六中支部委员、民盟天津市委员会委员，第三届全国人民代表大会代表。
1945年10月，参加喻传鉴在耀华学校召集在津南开教师举行的“话旧图新”茶话会。
1956年被评为市级优秀教师，1961年、1962年连续两次被评为市级劳动模范。
1966年自杀于天津。
著有《高中数学复习: 三角部分》。